# Pain complet

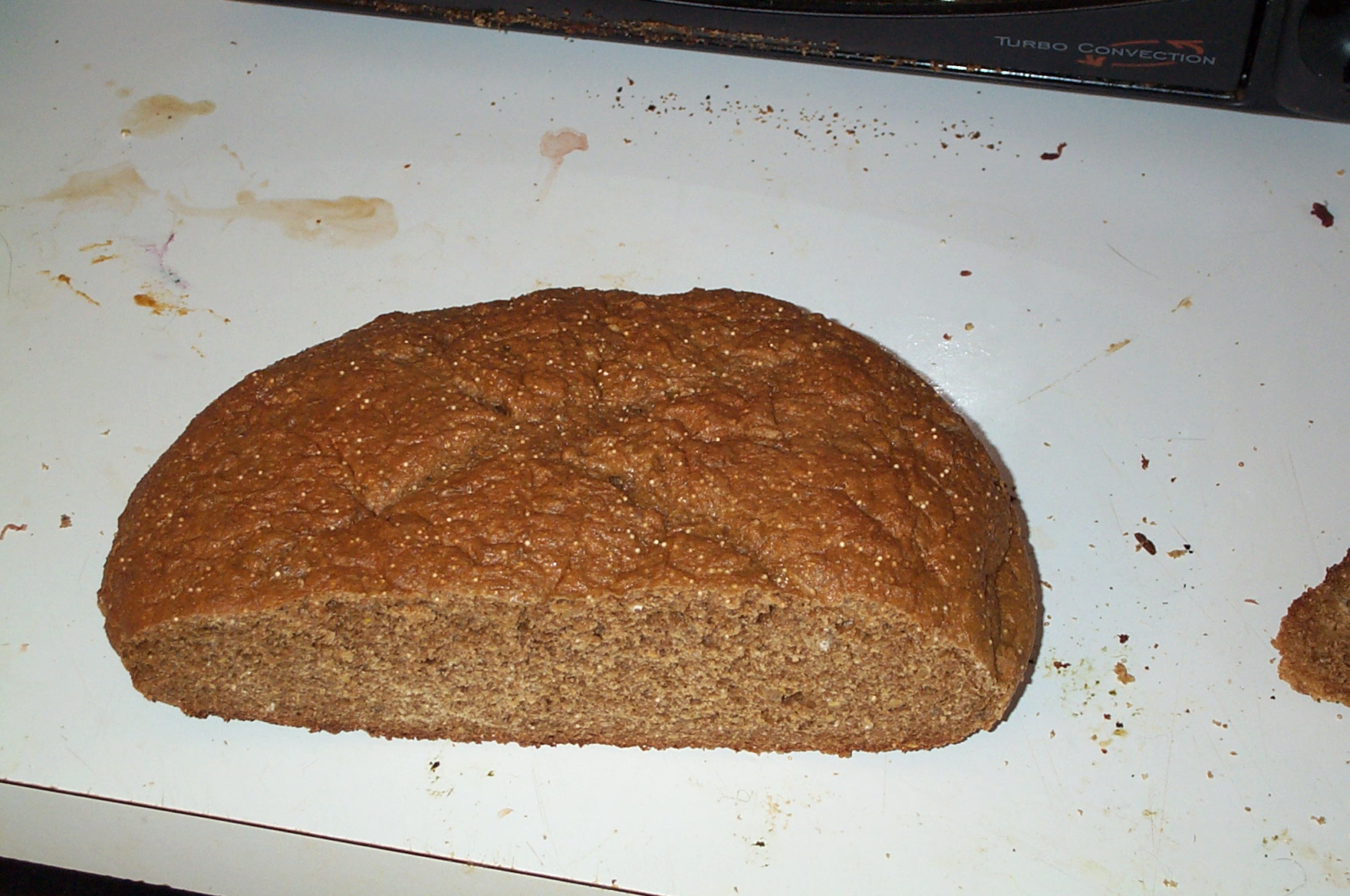
Un pain complet.

Le pain complet (appelé « pain entier » ou « pain aux grains entiers » au Québec et au Nouveau-Brunswick) est un pain fabriqué à partir de farine complète (« farine entière » ou « farine intégrale » au Québec et au Nouveau-Brunswick).
Il est plus riche en fibre que le pain courant français (pour 100 grammes, le pain courant français contient en moyenne 3,25 g de fibres et le pain complet 7,3 g).
Le pain complet est plus nutritif mais s'il n'est pas biologique, il contient plus de pesticides que le pain blanc.

## Historique

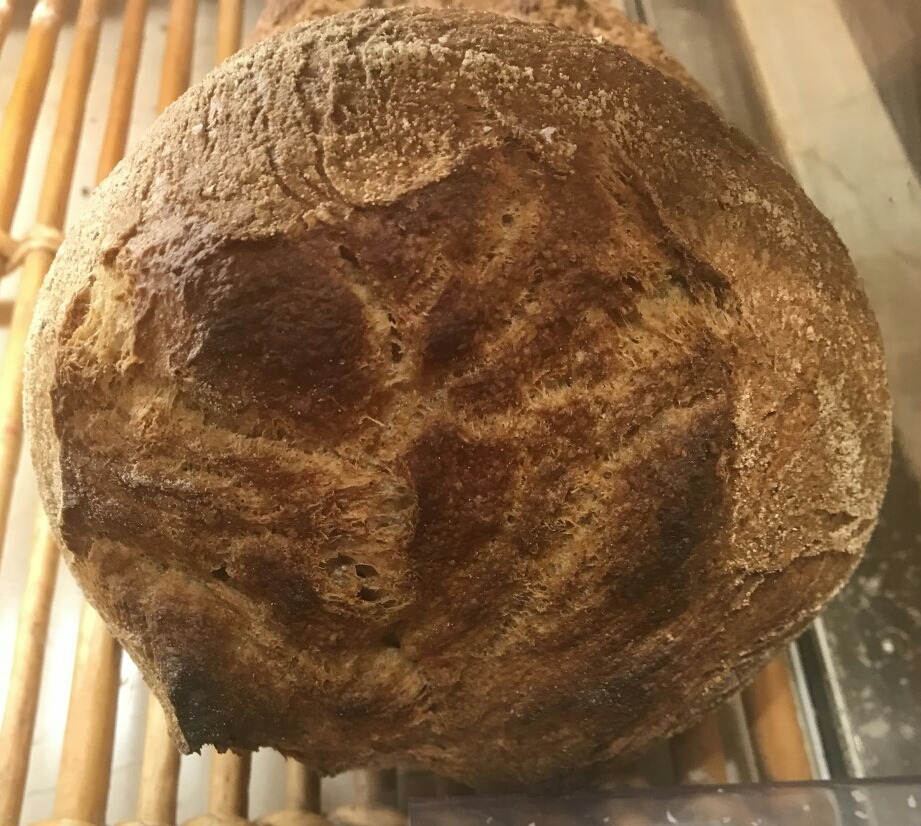
Pain complet dans une boulangerie parisienne.

Rabelais, dans Gargantua, décrit le pain ballé comme étant composé non seulement du grain mais aussi de la balle, l'enveloppe du grain.
Durant la grande famine irlandaise, le pain complet était distribué aux pauvres.

## En Allemagne
Le pain complet allemand connu aussi sous le nom Vollkornbrot est une spécialité de pain au seigle complet à base de levain.